# Marie-Emilie de Joyly de Chouin
Marie-Emilie de Joyly de Chouin, eller Choin, född 2 augusti 1670, död 1732, var en fransk hovdam, gift med Frankrikes tronföljaren Ludvig, Le Grand Dauphin, i ett hemligt morganatiskt äktenskap. 

## Biografi
Marie-Emilie de Joyly de Chouin var hovdam hos Ludvig XIV:s illegitima favoritdotter, prinsessan av Conti. Hon ansågs inte vara vacker utan beskrevs som fet, med trubbig näsa och bred mun. Strax efter sin hustru Victoria av Bayerns död 1690 blev tronföljaren förälskad i henne. Själv var Choin, liksom Conti, förälskad i greve Francois-Alphonse de Clermont-Chaste. Clermont-Chaste var medlem av marskalk de Luxembourgs stab, och fick av denne rådet att gifta sig med Choin för att genom henne ta makten över tronföljaren. Clermont-Chaste blev älskare till både Conti och Choin. Det gick rykten om att Clermont planerade att ta över tronen om Choin födde ett barn med Ludvig som far. När Clermont-Chaste var vid fronten upptäcktes kärleksbreven till honom från Conti och hans egna till Choin. Dessa lades fram för kungen, som skällde ut Conti, medan Choin och Clermont förvisades från hovet (1694).
Marie-Emilie gifte sig i hemlighet med Ludvig XIV:s son kronprins Ludvig vid ett okänt datum. Inga detaljer om ceremonin är kända, men den 19 juli 1694 omtalar tronföljaren henne som sin hustru i ett brev till sin fars morganatiska hustru madame de Maintenon. Äktenskapet var morganatiskt och inte offentligt erkänt eller officiellt godkänt av monarken. Hon fortsatte att kallas Mademoiselle de Choin, hade aldrig titeln kronprinsessa och visade sig aldrig vid hovet utan levde i stället på slottet Meudon. Paret fick inga barn.
På Meudon sov hon i ett rum intill makens, fick sitta i en länstol i kvinnliga kungligheters närvaro och tilltala dem med enkel titeln i stället för fullständig titel, och hon tog i likhet med monarkens morganatiska fru emot utländska diplomater. I övrigt drog hon inga fördelar av äktenskapet, intresserade sig aldrig för politik och klädde sig enkelt. Hon kom väl överens med kungens morganatiska hustru madame de Maintenon, som hade samma ställning som hon. Maken upprättade ett testamente där han gav henne en förmögenhet, men hon rev sönder det och förklarade att hon medan han levde endast behövde honom och därefter endast en liten inkomst.
År 1711 blev hon änka efter makens död i smittkoppor. Kungen gav henne en pension och hon levde resten av sitt liv på avstånd från societeten, umgicks med personliga vänner och ägnade sig åt välgörenhet.